# Johan Wigger
Johan-Gerard Wigger (* 2. November 1985 in Emmer-Compascuum) ist ein niederländischer Fußballspieler.

## Karriere
Wigger begann seine Karriere als defensiver Mittelfeldspieler in der Saison 2003/04 beim FC Emmen.
Nach drei Jahren zog er nach Meppen Deutschland zum SV Meppen, da blieb er bis zur Saison 2009/10. Im März 2010 ging er in die USA zum Dayton Dutch Lions FC, wo er auch einen Marketing- und Sales-Funktion Vertrag erhielt. Zur Saison 2010/11 kehrte Wigger nach Deutschland zurück und wechselte wieder zum SV Meppen, wo er im Jahr 2011 einen Vertrag bis zum Jahr 2014 erhielt.
Zur Saison 2016/2017 wechselte er zum HHC Hardenberg in die niederländische Tweede Divisie.